# 張璉 (民變首領)
张琏（？—1562年），字石琚，广东省饶平乌石村人。明朝中期广东民变首领。

## 生平
嘉靖十五年（1536年），生于广东饶平县上饶乌石村下仓，家境贫寒，世代為佃農。少年曾牧牛，又曾为饶邑库吏，行侠好义。嘉靖三十七年（1558年）在家乡杀死族长，投靠大埔郑八，组织“白扇会”。郑八死后，他被推为首领。转战福建、江西、浙江。嘉靖三十九年（1560年）四月，自称皇帝，号“飞龙人主”，国号“飞龙”，年号“造曆”。
張璉在粤北山中建宫殿大寨，周围环列小寨数百，义军达十万余人；派兵进攻长汀、漳州、延平、建瓯、宁都、瑞金等地。嘉靖四十一年（1562年）四月，朝廷派俞大猷率军到广东，袭破山寨，张琏为叛徒所俘而死。

## 年号
张琏的年号造曆（1560年—1562年四月），前后共3年。毛奇龄的《後鑑錄》认为张琏改元「造曆」，铸造了印文“飛龍传国元宝”的国璽。李兆洛的《紀元編》記載張璉改元「造曆」，又引万光泰《紀元韻叙》所载张琏尚有改元「龍飛」。李崇智的《中国历代年号考》，认为《明史》並未言張璉建立年號，「龍飛」乃印文「飛龍」之誤，而《後鑑錄》的「改元造曆」一句也可以指改年号、造历法。

### 西曆紀年對照表
| 造曆 | 元年   | 二年   | 三年   |
| ---- | ------ | ------ | ------ |
| 公元 | 1560年 | 1561年 | 1562年 |
| 干支 | 庚申   | 辛酉   | 壬戌   |

### 同期存在的其他政权年号
- 其他时期使用的龙飞年号
- 中國
  - 嘉靖（1522年－1566年）：明朝—明世宗之年号
- 越南
  - 天祐 （1557年－1572年）后黎朝—英宗黎維邦之年号
  - 光寶（1554年－1561年）：莫朝—宣宗莫福源之年号
  - 淳福（1562年－1566年）：莫朝—莫茂洽之年号
- 日本
  - 永禄（1558年－1570年）：正亲町天皇之年號

## 深入閱讀
- 李崇智. . 北京: 中华书局. 2004年12月. ISBN 7101025129.
- 鄧洪波. . 臺北: 國立臺灣大學東亞經典與文化研究計劃. 2005年3月  [2021-11-07]. ISBN 9789860005189. （原始内容 (pdf)存档于2007-08-25）.
- 梁启超：《饮冰室专集·中国殖民八大伟人传》
- 《饶平县·人物》
- 《廣東通志·前事略》
- 《明史·外國傳·三佛齊》